# Onttakeld anker

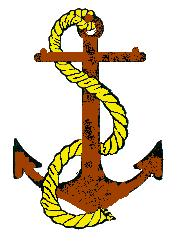
onttakeld anker

Een onttakeld anker (ook wel onklaar anker genoemd) is een symbool dat in de heraldiek en in de scheepvaart wordt gebruikt. De uitdrukking "onklaar" duidt erop dat het anker verward is in het eigen ankertouw en daardoor niet gebruiksklaar is. De Nederlandse Koninklijke Marine gebruikt een gekroond onttakeld anker als symbool en herkenningsteken op officiersuniformen. De uniformen van de operationele dienst hebben tevens als dienstvakteken een goudkleurig onklaar anker, de logistieke dienst heeft een zilverkleurig onklaar anker.
Een dergelijk anker komt voor in het wapen van de Bataafse Republiek.